# Zakłady Wyrobów Metalowych „SHL”
Zakłady Wyrobów Metalowych „SHL” S.A. – spółka akcyjna mająca swą siedzibę w Kielcach. Zajmuje się produkcją części samochodowych, autobusowych, rolniczych i innych na rynek rodzimy i rynki zagraniczne.

## Historia
W 1914 r. Towarzystwo Akcyjne Suchedniowskiej Fabryki Odlewów z Suchedniowa zakupiło w Kielcach grunt pod budowę nowego zakładu odlewniczego, który otrzymał nazwę Suchedniowska Huta „Ludwików” (na cześć ojca właściciela). Zakład uruchomiono po I wojnie światowej, pod koniec 1919. Zakład dość szybko rozwijał się: do 1922 roku utworzono odlewnię, stalownię, emaliernię, warsztat mechaniczny i kuźnię. Produkowano początkowo garnki, piecyki żeliwne, odlewy i odkuwki, a od 1922 maszyny rolnicze. W 1926 roku zatrudniał 748 osób. W 1938 uruchomiono produkcję motocykli SHL 98, z importowanym silnikiem The Villiers Engineering Co. Zakupiono też licencję na te silniki, których produkcję uruchomiono w połowie 1939 roku. Silniki z Kielc oznaczano sufiksem HL (Huta Ludwików) po numerze. Do wybuchu wojny wyprodukowano niewiele ponad 1000 silników. Również około 1939 roku zbudowano w Hucie Ludwików prototyp samochodu Radwan według projektu inż. Stefana Pragłowskiego z silnikiem produkcji warszawskiej fabryki Steinhagen i Stransky, w tym przypadku plany produkcyjne udaremniła wojna.

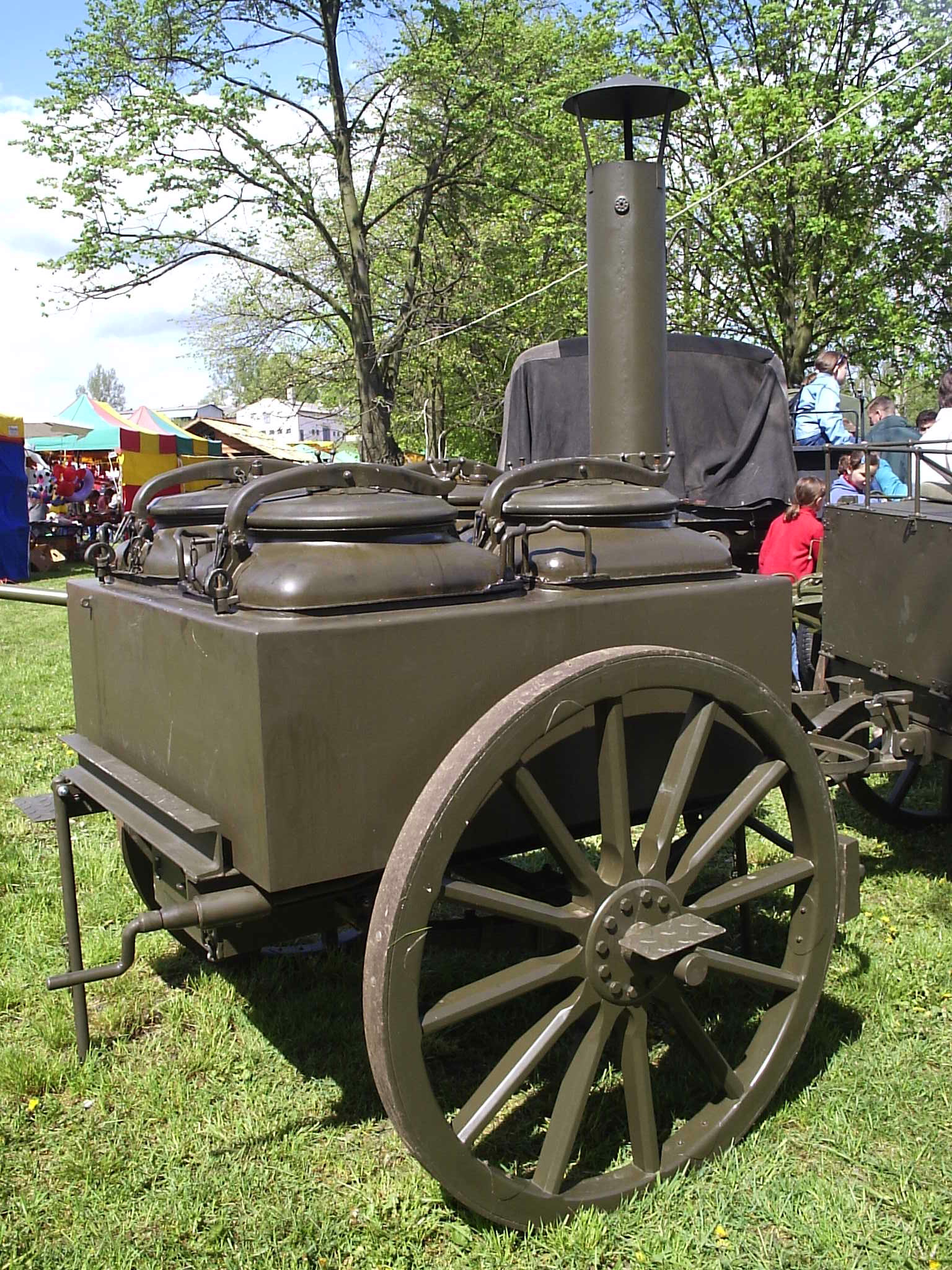
Kuchnia polowa wz. 36-P produkt przedwojenny Huty Ludwików z Kielc

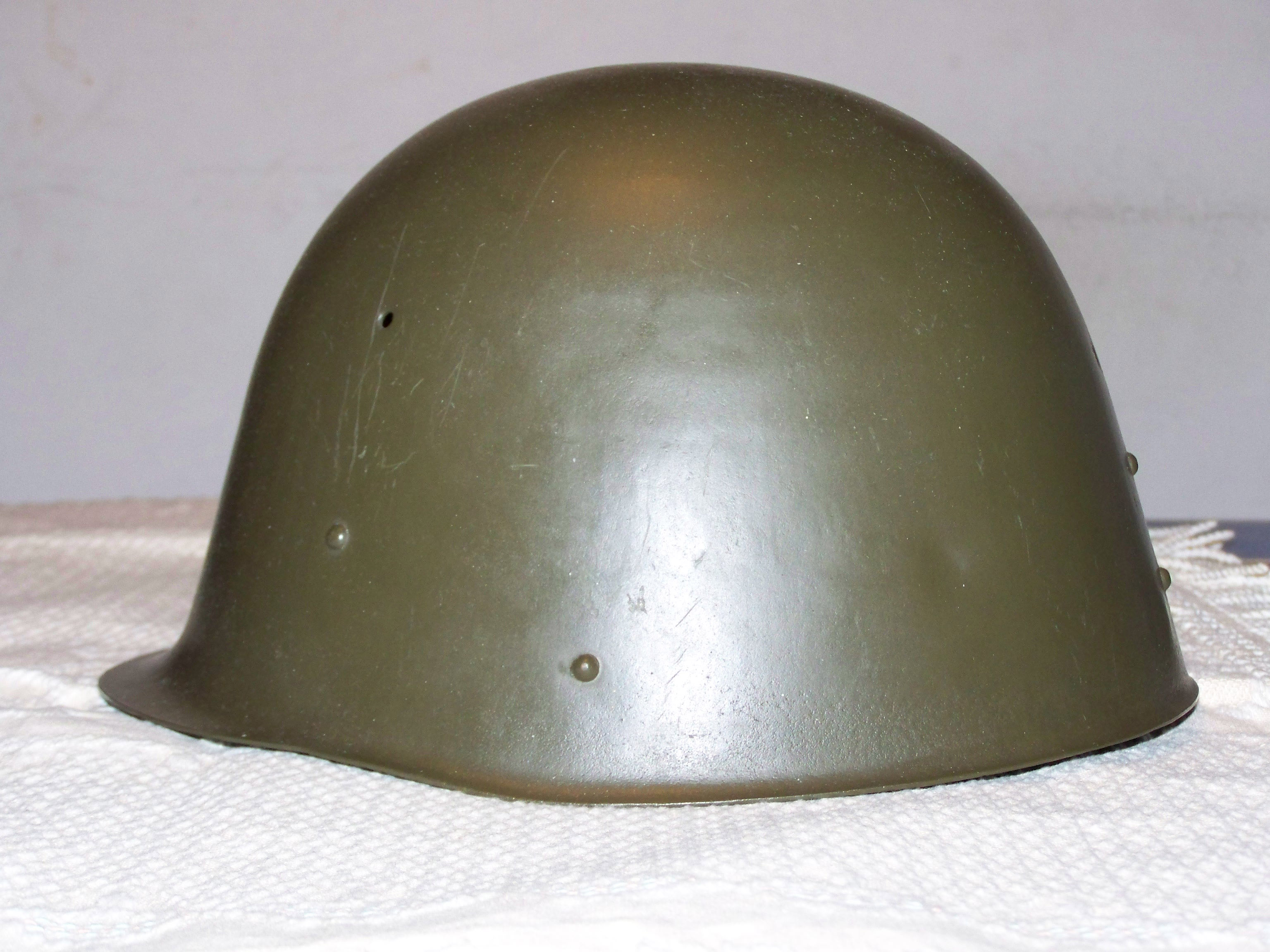
W kieleckiej hucie produkowano hełmy wz. 31, wz. 35 oraz po II wojnie wz. 31/50 (na zdjęciu) oraz wz. 50

Kielecka fabryka w swojej historii była producentem motocykli SHL (z przerwami w latach 1938–1970) oraz pralek wirnikowych Frania. Zajmowała się także wytwarzaniem elementów wyposażenia wojskowego np. szable (Szabla wz. 1934 „Ludwikówka”), hełmy, kuchnie polowe. Produkowała także dla FSC w Starachowicach szoferki do Starów 20, 21, 25, a od przełomu lat 60. i 70. nadbudowy różnego przeznaczenia (m.in. wywrotki, cysterny i pojazdy Hydromil I i Hydromil II dla Milicji Obywatelskiej do rozpędzania demonstracji) na podwoziach samochodów Jelcz i Star, a także tłoczone elementy karoserii samochodów dla FSO, FSM i innych zakładów.
Przedsiębiorstwo występowało wcześniej pod nazwami: Huta „Ludwików” SA (1919–1948), Kieleckie Zakłady Wyrobów Metalowych (KZWM) Polmo-SHL (1948–1974), Fabryka Samochodów Specjalizowanych Polmo-SHL (1974–1995), od 1995 obecna nazwa. 99,3% akcji posiada Gruppo CLN.
W 1976 fabryka została odznaczona Orderem Sztandaru Pracy II klasy.
W 2005 roku 63% produkcji zostało przeznaczone na eksport. Głównymi klientami przedsiębiorstwa są Volvo, CNH, Komatsu Utility Europe S.p.A., Scania.